# Église Saint-Thomas de La Flèche
Pour les articles homonymes, voir Église Saint-Thomas.
L'église Saint-Thomas, est un édifice religieux catholique de La Flèche, en Sarthe. Elle se situe en plein centre de la ville, sur la place Henri-IV. Elle fut construite au début du XIIe siècle.

## Histoire
En 1109, Hélie, seigneur de La Flèche, fonde le prieuré Saint-Thomas dont il fait don aux moines bénédictins de l'abbaye Saint-Aubin d'Angers. C'est à cette époque que démarre la construction de l'église Saint-Thomas. L'église est remaniée de nombreuses fois au fil des siècles, et notamment au cours du XIXe.

## Description
L'église Saint-Thomas renferme plusieurs éléments mobiliers classés aux monuments historiques au titre d'objet. 
- Notre-Dame-du-Chef-du-Pont, statue du XIVe siècle en calcaire polychrome. Elle est ainsi nommée en référence à l'ancienne chapelle du château des Carmes, dont elle provient, qui était construite au départ du pont sur le Loir. Elle est conservée en l'église Saint-Thomas depuis 1860 et classée depuis 1908[a 1],[1].
- Saint Sébastien, statue en terre cuite polychrome, œuvre du sculpteur Charles Hoyau vers 1630, classée depuis 1977[a 2],[2].
- Saint Michel terrassant le Dragon, groupe sculpté en bois de chêne polychrome du XVIIe qui provient du couronnement de l'orgue de la collégiale d'Amboise. Elle est achetée au début du XIXe par les paroissiens de Saint-Thomas, et classée depuis 1977[a 3],[3].
- Sainte Barbe, statue en terre cuite de la seconde moitié du XVIIe qui provient de l'ancien couvent des franciscaines de La Flèche fermé peu avant la Révolution, classée en 1908[a 4],[4].
- L'Assomption de la Vierge, tableau du peintre Simon Vouet réalisé en 1629 et classé en 1977[a 2],[5].
- Le Baptême du Christ, tableau de la seconde moitié du XVIIe, réalisé par Pierre I Besnard et classé en 1977[a 5],[5].
- Stalles en bois de chêne de la fin du XVIIe, provenant de l'abbaye de la Boissière de Dénézé-sous-le-Lude, classées en 1994[a 2],[6].

## Galerie

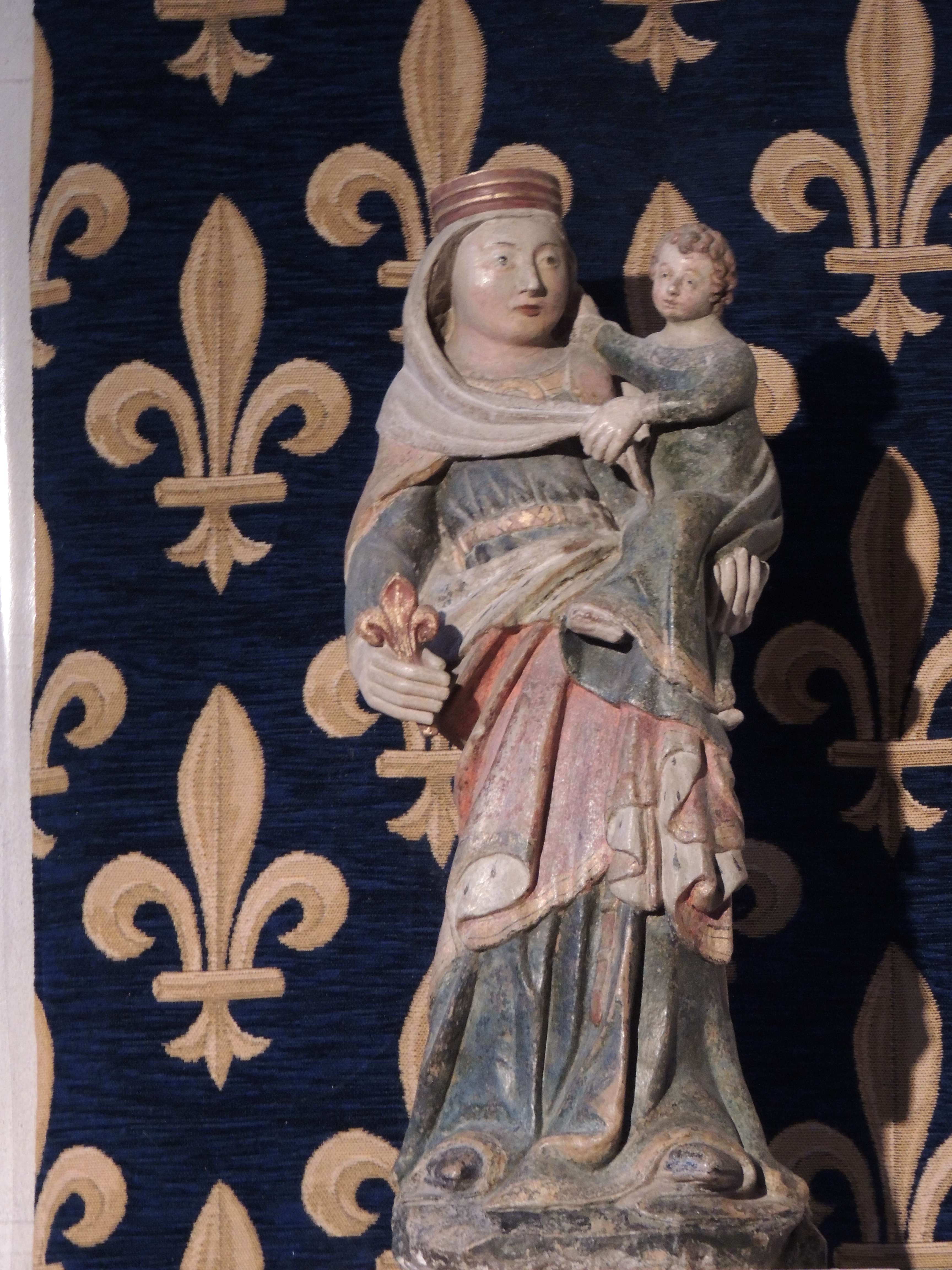
Statue de Notre-Dame-du-Chef-du-Pont
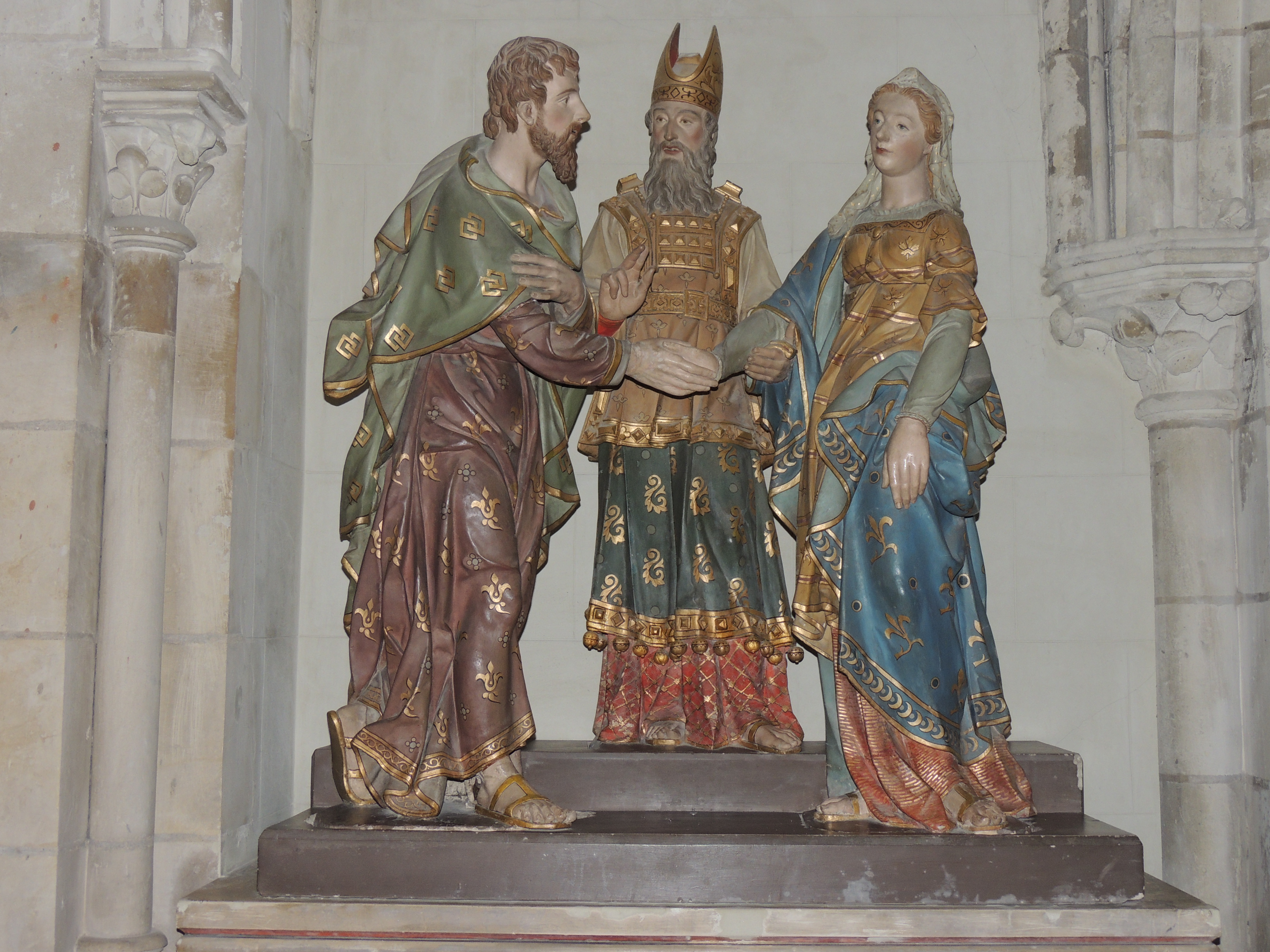
Le mariage de la Vierge, groupe sculpté.
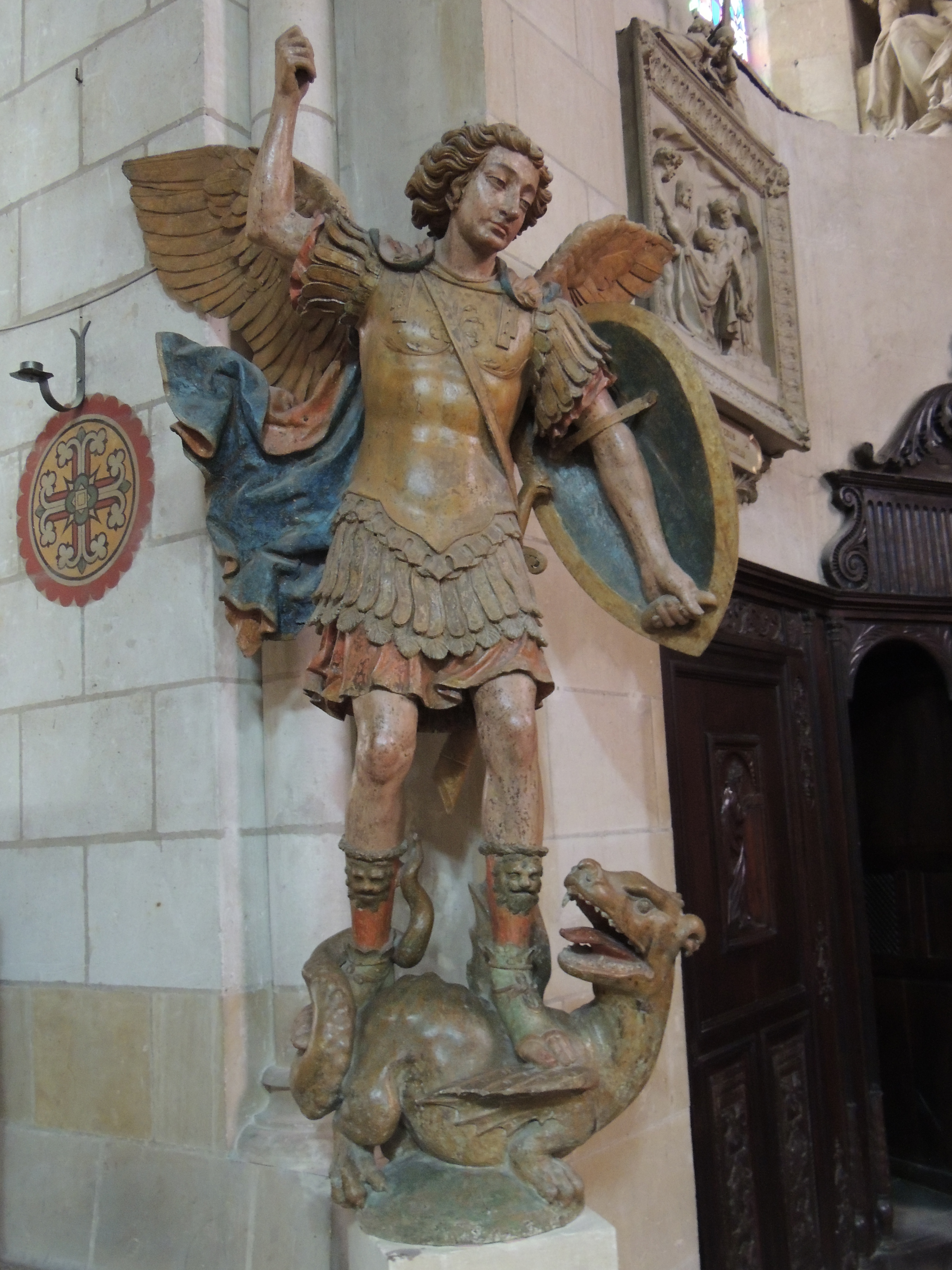
Saint-Michel terrassant le dragon, groupe sculpté.

### Le patrimoine des communes de la Sarthe, Flohic Éditions
- Collectif, Le patrimoine des communes de la Sarthe, t. 1, Paris, Flohic Éditions, 2000, 800 p. (ISBN 2-84234-106-6), p. 546-549

1. ↑  p. 546
2. 1 2 3  p. 547
3. ↑  p. 548
4. ↑  p. 548-549
5. ↑  p. 549